# Fighting Blood (film 1916)
Fighting Blood (o His Fighting Blood) è un film muto del 1916 diretto da Oscar C. Apfel.

## Trama
Il taglialegna Lem Hardy si innamora di Evie Colby, la figlia del proprietario. Ma anche il sovrintendente Harry Blake vorrebbe la ragazza e per sbarazzarsi del rivale, lo accusa di una rapina. In prigione, Lem si rivolge alla religione, diventando ministro di dio. Uscito di galera, Lem si reca in un paesino del West dove Blake vive insieme a Evie, sposati ormai da qualche anno. Ubriaco e folle di rabbia, Blake cerca di uccidere la moglie, restando ucciso lui. Dopo aver sentito un sermone di Lem su Maria Maddalena, Evie inizia a ripensare a come ha vissuto fino a quel momento. Diventa una discepola del predicatore e i due, ben presto, decidono di sposarsi.

## Produzione
Il film fu prodotto dalla Fox Film Corporation.

## Distribuzione
Distribuito dalla Fox Film Corporation, il film uscì nelle sale cinematografiche statunitensi il 20 febbraio 1916. Ne venne fatta una riedizione distribuita il 29 dicembre 1918.